# Auburn (hrabstwo Chippewa)
Auburn – miasto w Stanach Zjednoczonych, w stanie Wisconsin, w hrabstwie Chippewa.